# Nairne & Blunt

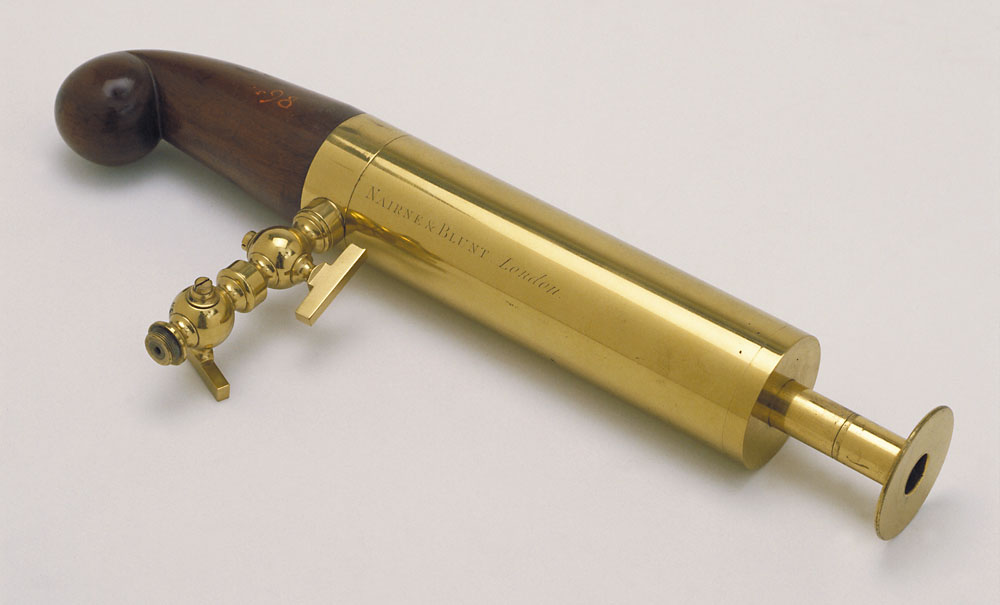
La pistola elettrica di Alessandro Volta, prodotta dalla Nairne & Blunt e conservata al Museo Galileo di Firenze.

La Nairne & Blunt è stata una bottega britannica di strumenti scientifici.

## Storia
I costruttori inglesi di strumenti scientifici Edward Nairne (1726-1806) e Thomas Blunt (1760-1822) formarono una società attiva a Londra tra il 1774 e il 1793. Produssero e distribuirono numerosi strumenti ottici e matematici e apparecchi per la sperimentazione dei fenomeni fisici.